# Lydie Massard
Lydie Massard (ur. 24 sierpnia 1978 w Saint-Brieuc) – francuska polityk i kucharka, posłanka do Parlamentu Europejskiego IX kadencji.

## Życiorys
Kształciła się na Université Rennes-II, przez pewien czas pracowała jako bibliotekarka. Później zawodowo związana z gastronomią, w 2007 uzyskała dyplom z gotowania w szkole w Pontivy. Została zatrudniona jako kucharka w szkole średniej. Działaczka UDB, partii autonomistów z Bretanii; objęła funkcję rzeczniczki tej formacji. W 2022 powołana także na rzeczniczkę federacji ugrupowań regionalnych Régions et Peuples Solidaires.
W 2019 kandydowała do PE z ramienia koalicji skupionej wokół Europe Écologie-Les Verts. Mandat eurodeputowanej IX kadencji uzyskała we wrześniu 2023 w miejsce Yannicka Jadota.